# Usuari registrat
Un usuari registrat és un usuari d'un lloc web, programa o altre sistema que s'ha registrat prèviament. Els usuaris registrats normalment proporcionen algun tipus de credencials (com ara un nom d'usuari o una adreça de correu electrònic i una contrasenya) al sistema per tal de demostrar la seva identitat: això es coneix com a inici de sessió. Els sistemes destinats a ser utilitzats pel públic en general permeten que qualsevol usuari es registri simplement seleccionant una funció de registre o registre i proporcionant aquestes credencials per primera vegada. Els usuaris registrats poden rebre privilegis més enllà dels concedits als usuaris no registrats.

## Justificació
El registre d'usuari i l'inici de sessió permeten que un sistema sigui personalitzat. Per exemple, un lloc web pot mostrar un bàner de benvinguda amb el nom de l'usuari i canviar-ne l'aparença o el comportament segons les preferències indicades per l'usuari. El sistema també pot permetre a un usuari que ha iniciat sessió enviar i rebre missatges, i veure i modificar fitxers personals o altra informació.

## Crítica

### Preocupacions de privadesa
El registre necessàriament proporciona més informació personal a un sistema de la que tindria d'una altra manera. Fins i tot si les credencials utilitzades no tenen sentit, el sistema pot distingir un usuari iniciat d'altres usuaris i pot utilitzar aquesta propietat per emmagatzemar un historial d'accions o activitats dels usuaris, possiblement sense el seu coneixement o consentiment. Tot i que molts sistemes tenen polítiques de privadesa, depenent de la naturalesa del sistema, és possible que un usuari no tingui cap manera de saber amb certesa quina informació s'emmagatzema, com s'utilitza i amb qui, si és que hi ha algú, es comparteix.

### Molèstia per a l'usuari
El registre pot ser vist com una molèstia o un obstacle, especialment si no és inherentment necessari o important (per exemple, en el context d'un motor de cerca) o si el sistema demana repetidament als usuaris que es registrin. El procés de registre d'un sistema també pot consumir molt de temps o requerir que l'usuari proporcioni la informació a la qual podria ser reticent, com ara l'adreça de casa o el número de la seguretat social.